# Cerro Paranal
Il Cerro Paranal (nome in spagnolo traducibile come Colle Paranal) è un monte di 2.635 m della Cordigliera della Costa situato nel deserto di Atacama in Cile, 80 km a nord di Tal Tal e 120 km a sud di Antofagasta.
È rinomato in quanto ospita l'osservatorio del Paranal, che comprende il Very Large Telescope dell'ESO. La costruzione del telescopio, negli anni 1990, ha comportato la demolizione della vetta originale (2.660 m) per creare un altopiano sufficientemente ampio. È stata inoltre definita un'area di 800 km² (approssimativamente 16 km di raggio) attorno al telescopio in cui è interdetta qualsiasi attività umana per eliminare fonti di inquinamento luminoso e di pulviscolo atmosferico che interferirebbero con l'attività dell'impianto astronomico.